# Apegus rugosulus
Apegus rugosulus är en stekelart som beskrevs av Jean-Jacques Kieffer 1908. Apegus rugosulus ingår i släktet Apegus och familjen Scelionidae. Inga underarter finns listade i Catalogue of Life.